# Ibirama
Ibirama es un municipio brasileño del estado de Santa Catarina. Tiene una población estimada al 2022 de 19 862 habitantes. Forma parte de la Región metropolitana del Alto Valle de Itajaí.

## Toponimia
"Ibirama" es una palabra del tupi que significa "región de árboles".

## Historia
Antes de la colonización, la región era habitada por el Pueblo cáingang y los Carios.
En 1897, comenzó la colonización de la zona por parte de la Sociedad Hanseática de Colonización desde el Río Itajaí-Açu al Río Itajaí do Norte. Se formó como distrito de Blumenau en 1912 con el nombre de Hamônia. Fue elevado a municipio en 1934 como Dalbérgia. Fue en 1943 cuando adoptó el nombre de Ibirama. En 1953, se emancipó de Ibirama el municipio de Presidente Getúlio y en 1989 José Boiteux.
El municipio destaca por sus riquezas naturales del Valle de Itajaí, con ríos, arroyos y mata atlántica virgen. El municipio es destino para turistas de aventura natural.

## Deporte
El Clube Atlético Hermann Aichinger tiene su sede en el municipio.